# Kommetjie
Kommetjie (en afrikáans « barreñito ») es un barrio reintegrado en Ciudad del Cabo en el año 2000, conocido por su playa para el surf, de unos 2588 habitantes en su mayoría blancos (96,17 %). El 82,46 % de la población tiene como primera lengua el inglés, el 13,87 % el afrikaáans y el 0,35 % el xhosa. Existen pruebas de restos de pesca prehistóricos, los joisanes han habitado la región desde hace más de 2000 años. Ozzima 
- Datos: Q1003382
- Multimedia: Kommetjie / Q1003382